# كارل جنسن (سياسي)
كارل جنسن (بالإنجليزية: Carl Jensen)‏ هو سياسي أمريكي، ولد في 11 ديسمبر 1920 في سليبي أي في الولايات المتحدة، وتوفي في 4 مايو 1988 في أردن هيلز في الولايات المتحدة. حزبياً، نشط في الحزب الجمهوري لمينيسوتا ‏ والحزب الجمهوري. وقد انتخب عضو مجلس ولاية مينيسوتا وانتخب عضو مجلس نواب مينيسوتا.